# Українська морфеміка
В українській мові виділяють такі морфеми: 
- корені (основна значуща частина слів),
- афікси 
  - префікси (уточнюють зміст кореня, передають лексичне значення, інколи виражають граматичне значення, як вид у дієслів)
  - постфікси
    - суфікси (що мають дериваційне або словотвірне значення, передають лексичне та, частіше, граматичне значення)
    - флексії або закінчення (мають реляційне значення, тобто вказують на зв’язок слова з іншими членами речення)

  - інтерфікси (службові морфеми, що не мають власного значення, і слугують для зв’язування коренів у складних словах — водоспад).

Афікси в українській мові можуть бути словотворчими та словозмінними (писати / написати у дієсловах доконаного та доконаного видів, високий, вищий, найвищий у прикметниках).
| Частини мови | Афікси |
| Іменник      | - Давні префікси — па-, су-, уз-: пасинок, сузір'я, узлісся. - Префікси, запозичені з інших мов — анти-, контр-, ультра-, архі-: антитеза, контрнаступ, ультразвук, архімільйонер. - Дієслівні префікси в віддієслівних іменниках — на-, ви-, с-, за-: наступати → наступ, нападати → напад, виступати → виступ, сходити → схід, заспівати → заспів. - Здрібніло-пестливі суфікси — -к-, -он-, -очок(ечок), -очи-, -ечк-, -иця, -ик-, -оньк(еньк): ручка, дубок, дубочок, вершечок, віконечко, водиця, коник. - Збільшувально-згрубілі суфікси — -ищ-: дубище. - Суфікси, які не мають емоційного значення — -ар(яр), -ець(єць), -ник, -льник, -ість, -іст (-ист), -тель-, -нн,-, -енн-, -ізм (-изм): шахтар, столяр, мудрець, робітник, фольклорист, романіст, учитель, питання, радість, патріотизм, гуманізм. |
| Прикметник   | - Суфікси та префікс якісних прикметників для утворення ступенів порівняння — -ш- (-іш-), най-: старий → старший → найстарший, світлий → світліший → найсвітліший. - Префікси та суфікси якісних прикметників для передачі більшої чи меншої міри ознаки, якості — пре-, за-, над-, -езн-, -уват- (-юват-), -еньк-, -есеньк- (-ісіньк-, -юсіньк-), -аст- (-яст-): предобрий, зависокий, надпотужний, величезний, довгуватий, синюватий, маленький, гарнісінький, тонюсінький, довгастий, червонястий. - Суфікси та префікси, за допомогою яких утворюються відносні прикментики - від іменників — -ов-, -ан- (-ян-), -ат, -ськ-: дуб → дубовий, вода → водяний, зуб → зубатий, слюсар → слюсарський, батьків → батьківський, дерево → дерев'яний, - від іменників з прийменниками — -н-: без упину → безупинний, між областями → міжобласний, без меж → безмежний, - від дієслів — -лив-, не-: балакати → балакливий, непролазний, непроникний, - від прислівників — -ш- + -н-: сьогодні → сьогоднішній, вчора → вчорашній, дома → домашній. - Суфікси для утворення присвійних прикметників - від іменників чоловічого роду — -ів- (-ов-, -ев-), -ів- (-їв-, -єв-): батько → батьків, батькова, батькове, батькові; лікар → лікарів, лікарева, лікареве, лікареві; Матвій → Матвіїв, Матвієва, Матвієве, Матвієві. - від іменників жіночого роду — -ин-, -їн-: жінка → жінчин, жінчина, жінчине, жінчині; Надія → Надіїн, Надіїна, Надіїне, Надіїні. |
| Дієслово     | З одним дієслівним коренем можуть поєднуватися два, рідше три префікси: понаносити, понаприносити. - Префікси зі значення напряму дії — ви-, в-, об-, за-, пере-, до-: виїхати, в'їхати, об'їхати, заїхати, переїхати, доїхати. - Префікси зі значенням початку або кінця дії — за-, до-, при-: запрацювати, донести, принести. - Префікси зі значенням повторюваності дії — по-: постукувати, потрушувати. - Словозмінні префікси для утворення форми доконаного виду — з-, по-, про-, на-: їсти → з'їсти, шити → пошити, читати → прочитати, писати → написати. - Суфікси для утворення дієслів від іменників — -ат- (-ят-), -ит-, -уват- (-юват-): обід → обідати, сідло → сідлати, мир → мирити, робітник → робітникувати. - Суфікси для утворення дієслів від прикметників — -іт-, -ішат-, -ит-: білий → біліти, чорніший → чорнішати, молодий → молодити. - Суфікси для утворення дієслів від займенників, вигуків, часток — -к- + -ат-: ви → викати, йой → йойкати, так → такати. - Словозмінні суфікси для творення форм недоконаного виду від форми дієслова доконаного виду — -уват- (-юват-), -ат- (-ят-), -иват-: розв’язати → розв’язувати, розвеселити → розвеселяти, пробити → пробивати. |
| Прислівники  | - Прислівники давнього утворення з погляду сучасної мови не поділяються на значущі частини. Переважна більшість прислівників утворилася від прикметників (чистий → чисто, теплий → тепло, добрий → добре), іменників (дім → дома, мить → миттю, ранок → ранком, місце → місцями), іменників з прийменниками (з верху → зверху, з-під споду → спідсподу, в голос → вголос, в горі → вгорі), інших прислівників (куди → декуди, коли → деколи, інколи, як → абияк), дієприслівників (сидячи, лежачи, крадучись), від тих форм іменників, прикметників, дієслів, які тепер уже не існують (здалека, звисока (короткі прикметники далек, висок поєдналися з прийменником з), верхи (колишня форма орудного відмінка множини іменника верх), сидя, нехотя (колишні дієприкметники чоловічого роду)). - Прислівники на кшталт де, там, куди, коли, так, доки, досі, тут, тоді, туди з точки зору сучасної мови є непохідними. - Прислівникові префікси для утворення прислівників від прикметників та числівників — по-, що-: по-батьківському, по-батьківськи, по-перше, щоночі. - Прислівникові суфікси у відприкметникових прислівниках — -о, -е, -ому, -и (-ому, -и вживаються разом з префіксом по-): швидко, терпляче, по-хазяйському, по-хазяйськи. - Суфікс -чі в числівниках: двічі, тричі. - Суфікси, запозичені у прикметників -ечк-, -еньк-, -ісіньк-, -есеньк- для вираження здрібніло-пестливого значення: швиденько, точнісінько, тихесенько, такечки, ондечки. - Прислівники, утворені від якісних прикметників, зберігають ступені порівняння, що утворюються за допомогою прикметникових словозмінних суфіксів -ш- (-іш-) та префікса най-: тепло → тепліше → найтепліше, тонко → тонше → найтонше. |

Афікси в українській мові можут бути продуктивними та непродуктивними (рідко вживаними).
| Афікси                 | Приклади |
| Продуктивні префікси   | - у дієсловах — ви-, до-: виходити, виносити, виписувати, доходити, доносити, дописувати, дорощувати, доробляти. - словозмінний прикметниковий префікс най-: найбільший, наймогутніший, найкращий. - словотворчі прикметникові префікси пре-, без-, за-: прегарний, предобрий, премудрий, безголосий, безбородий, безкрилий, завеликий, зависокий, задовгий. - прислівниковий префікс по-: по-товариському, по-українському, по-французьки. |
| Непродуктивні префікси | - в іменниках — па-, су-, уз- (вз-): пагорб, пасинок, паросток, супутник, сузір'я, узлісся, узгір'я. |
| Продуктивні суфікси    | - іменникові суфікси - на означення осіб за характером їх діяльності: робітник, вугільник, будівник, керівник, подавальник, в'язальник, будильник, фольклорист, геодезист. - на означення осіб за належністю до партій, ідейно-політичних напрямів: марксист, матеріаліст, атеїст. - за походженням з якоїсь місцевості — -анин (-янин), -чанин: полтавчанин, подолянин, харків'янин, лубенець. - дієслівні суфікси — -ува- (-юва-), -а- (-я-), -и- (-ї-), -і-: головувати, слюсарювати, вивершувати, вибігати, виступати, вселяти, рибалити, важити, доїти, біліти. |
| Непродуктивні суфікси  | - деякі назви жителів міст, сіл, областей — -ець, -ит: криворіжець, дніпропетровець, чернігівець, одесит. - дієслівний суфікс -ва-: забувати, встрявати, повівати. |

Українською мовою було запозичено значну кількість афіксів (обобливо з давньогрецької та латини).
- іменникові і прикметникові префікси — а-, анти-, архі-, контр-, ультра-: адинамія — «безсилля», антициклон, архімільйонер, контрнаступ, ультрамікроскоп.
- дієслівні префікси — де-, дез-, ре-: декодувати, дезорієнтувати, реконструювати.
- іменникові суфікси
  - на означення осіб за їх фахом, належністю до партій і політичних течій — –іст (-ист): піаніст, моторист.
  - для назв політичних напрямів, течій, суспільних формацій — –ізм (-изм, -їзм): опортунізм, альтруїзм, будизм.
  - інші іменникові суфікси — -атор, -ер: механізатор, контролер.
- дієслівні суфікси — -із-, -ір- (-ир-) завжди у поєднанні з суфіксом -ува-: деталізувати, командирувати, пікірувати.

Інтерфіксами (службовими морфемами, що не мають власного значення, і слугують для зв’язування коренів у складних словах ) в українській мові виступають:
- -о- після твердих приголосни,
- -е- після м'яких приголосних,
- -є- після основи на [j].
- в кількісних числівниках — закінчення або частина закінчення першого слова:
  - перше слово може мати повну форму родового відмінка: п'ятисотенниця, двохатомний.
  - перше слово маже мати скорочену форму родового відмінка: двоповерховий.